# Darban Three Waterfalls
Die Darban Three Waterfalls (Darban 3 Waterfalls) ist ein Wasserfall auf der Karibikinsel St. Lucia. 

## Geographie
Der Wasserfall besteht aus mehreren Kaskaden, die an einem Quellbach des Piaye River liegen. Er ist eines der Wanderziele im Quarter (Distrikt) Laborie. Er liegt auf einer Höhe von ca. 180 m. 
An benachbarten Quellbächen des Piaye Rivers liegen die Wasserfälle La Haut Waterfall und Darban Highfalls.
Von Saltibus aus führt der Saltibus Waterfall Trail zu den Wasserfällen.